# 카페오레

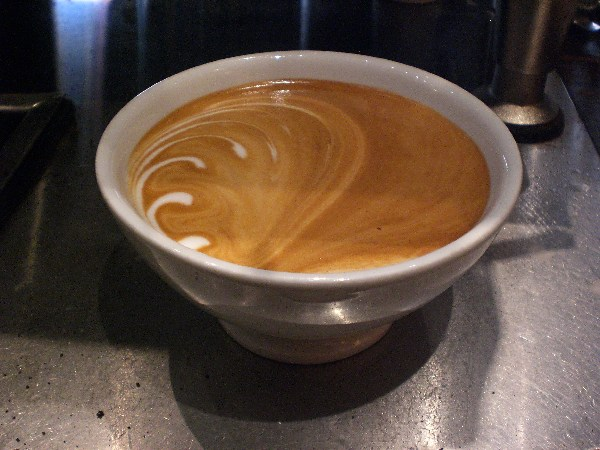
노르웨이 오슬로에서 대접된 카페 오 레. 에스프레소, 증기 우유가 접시에 담겨 나왔다.

카페오레(프랑스어: café au lait→우유를 넣은 커피, IPA: [kafe o lɛ], 영어: coffee with milk)는 뜨거운 우유를 첨가한 커피의 한 종류다. 유럽과 미국에서 사용되는 용어의 뜻은 다르지만, 뜨거운 우유를 넣은 커피의 일종이라는 의미는 같다. 이는 실온 상태의 우유 따위를 넣는 화이트 커피와는 대비된다.

## 같이 보기
- 카페 라테
- 커피 우유
- 플랫 화이트